# Archives municipales de Nancy
Les Archives municipales de Nancy sont un service public de la ville de Nancy. Les grandes missions d'un service d'archives communales sont de conseiller, collecter, classer, conserver et communiquer les archives de la collectivité (publiques) et celles confiées par un tiers (privées), de différentes périodes (du Moyen Age à nos jours). Le bâtiment des Archives municipales se situe au 3 rue Henri-Bazin à Nancy, il y renferme la mémoire de la ville et de ses habitants. 

## Historique du bâtiment

### L'origine industrielle
L’activité industrielle dans le domaine de la chaussure est importante à Nancy au XIXe siècle notamment sous l’égide d’Isaac Gaudchaux-Picard, négociant en chaussons de tresse et en chaussures qui s’installe dans le quartier des Tanneries pour fabriquer ses propres produits.  
Le secteur industriel de la chaussure connaît un essor important auquel la famille Spire participe à partir de 1870. Charles-Édouard Spire rachète les locaux situés 5 faubourg Sainte-Catherine (rue Henri-Bazin aujourd'hui) le 9 novembre 1878 à la suite de la vente de ces derniers par un ancien fabricant de chaussures : Raphaël Michiniau. Deux ans plus tard, la manufacture de chaussures voit le jour. 

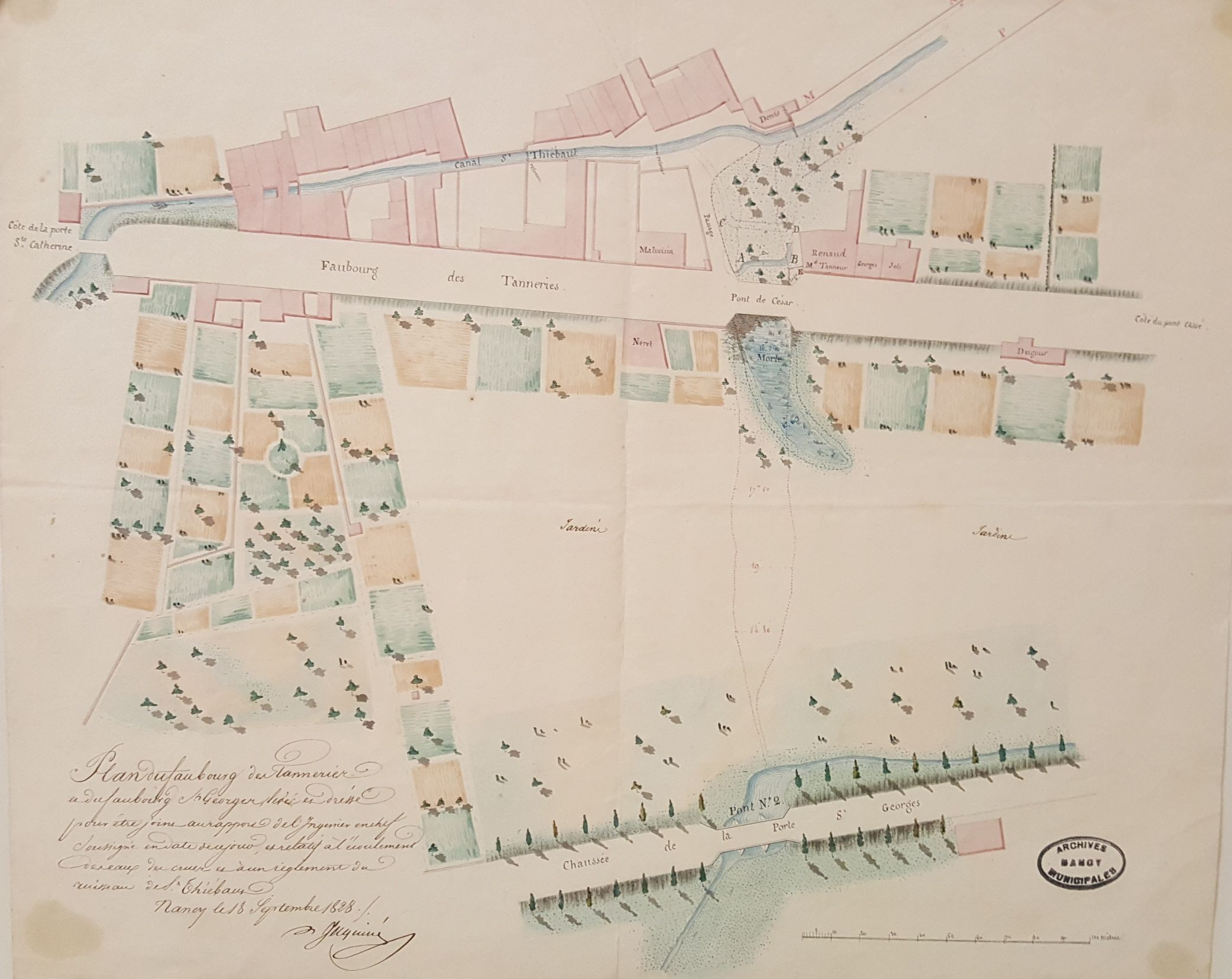
Plan du quartier des Tanneries en 1828.
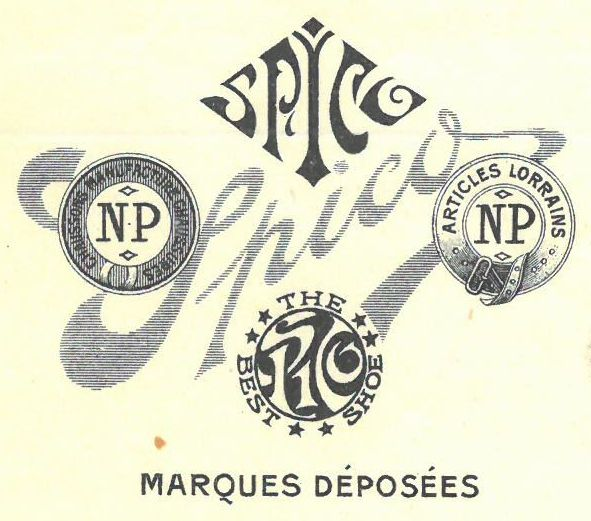
Logo Spico

### L’entreprise Spire

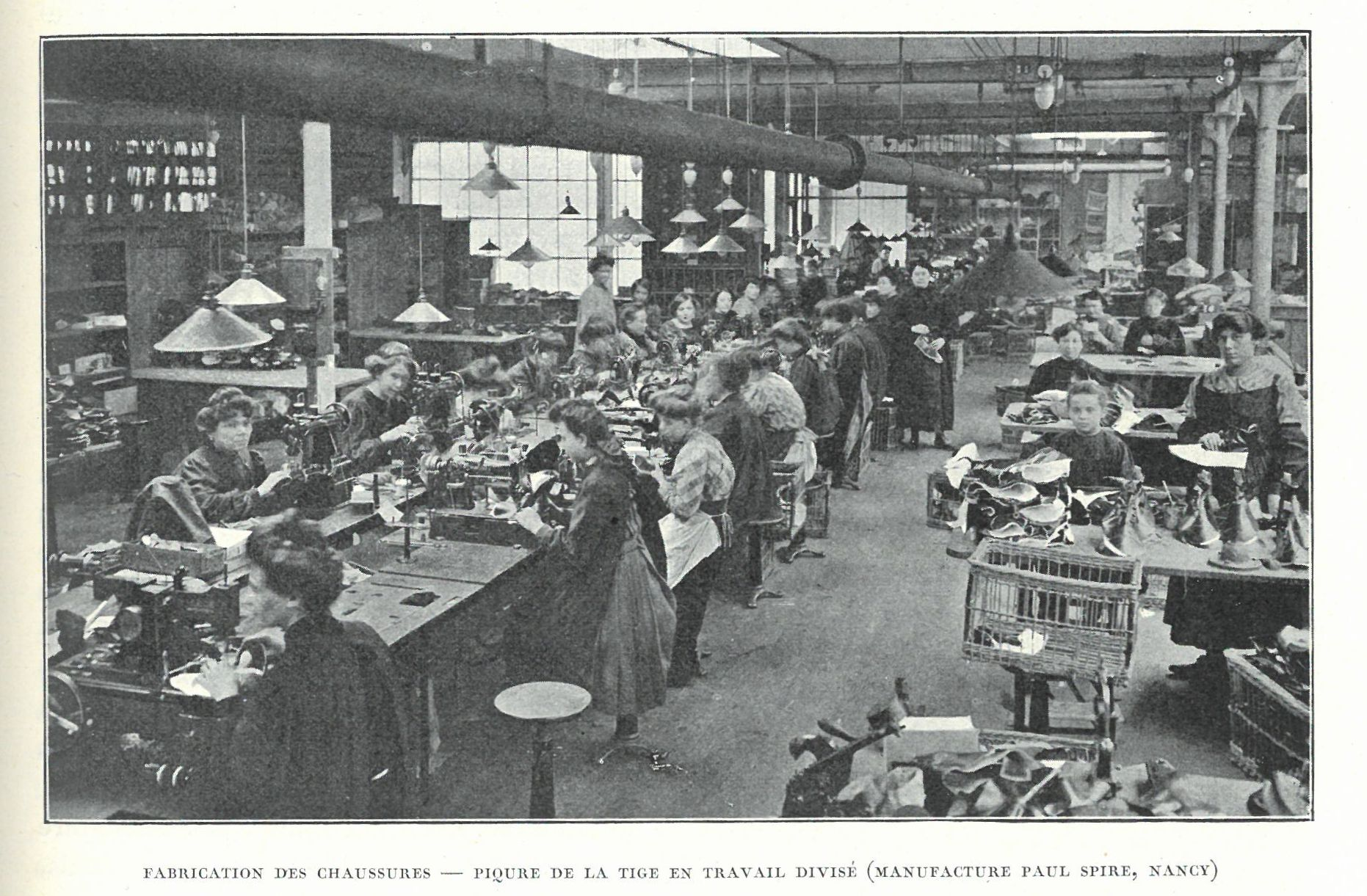
L'usine en 1909.

Néanmoins, le bâtiment connaît un certain nombre de péripéties. Un incendie se déclare dans l’entreprise le 15 août 1899. Cet événement a des effets socio-économiques désastreux pour les 400 ouvrières et ouvriers de l’entreprise. Toutefois, la manufacture poursuit sa production pendant deux ans avenue de Strasbourg. Une reconstruction de l’édifice est permise par la ville de Nancy à partir de l’année 1900. L’année suivante, l’entreprise est rebâtie totalement par l’architecte Félicien César. Une cheminée d’une hauteur de 25 mètres vient s'ajouter aux autres dans un quartier Meurthe-Canal largement industriel au début du XXe siècle. 

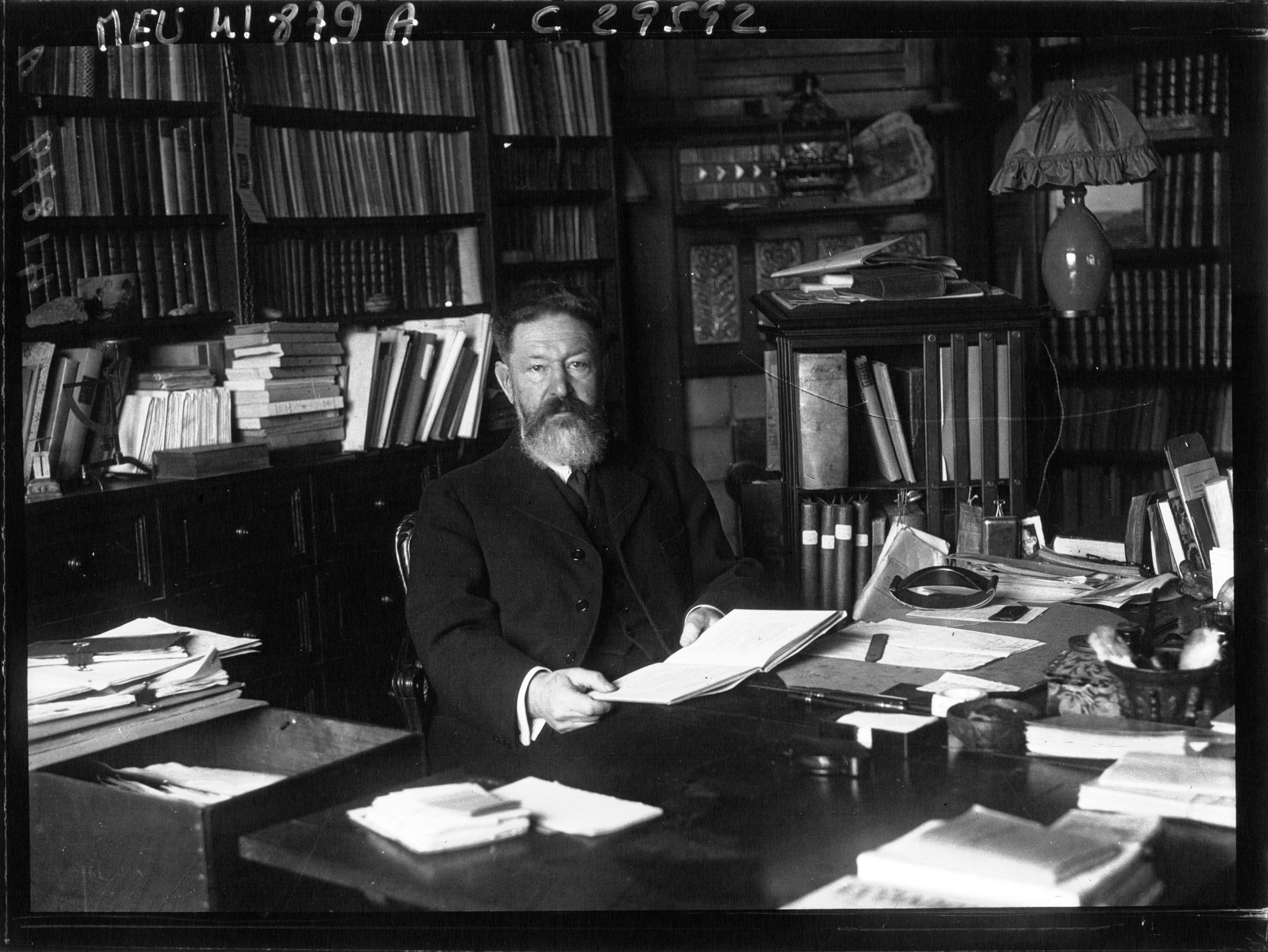
André Spire en 1927.

À partir de 1902, Paul Spire reprend la direction de l’entreprise et a pour nouvel associé André Coblentz. Désormais, l’entreprise porte le nom de « Spico ». C'est la période la plus faste de l'entreprise. Paul Spire est membre de la chambre de commerce de Nancy et du comité directeur de la Foire internationale de l'Est de la France en 1909. Son usine y est présentée comme un modèle du genre.    
Lors de la Grande Guerre, Paul Spire est mobilisé et c'est son frère aîné André qui gère l'usine et reprend l’activité de l’entreprise familiale. Toutefois, André Spire, plus intellectuel qu'industriel rencontre des problèmes économiques et structurels. L’entreprise est délocalisée temporairement en région parisienne puis à Limoges. Ce n’est qu’en 1922 que la manufacture est de retour à Nancy. Après le conflit, l’usine connaît un déclin progressif de sa production et doit gérer une forte activité syndicale du secteur de la chaussure avec de fréquentes grèves.  
À partir de 1935, l’activité industrielle de la famille Spire cesse.

### Un bâtiment acquis par la municipalité
Le 30 août 1935, la ville acquiert le bâtiment de l’ancienne manufacture de chaussures « Spire ». Le besoin de la ville était de pouvoir fournir des locaux au Service régional des assurances sociales. Néanmoins, la taille du bâtiment permettant d'y installer d'autres services, on y place tout d'abord les ateliers des décors du Grand théâtre de Nancy et les Archives municipales.

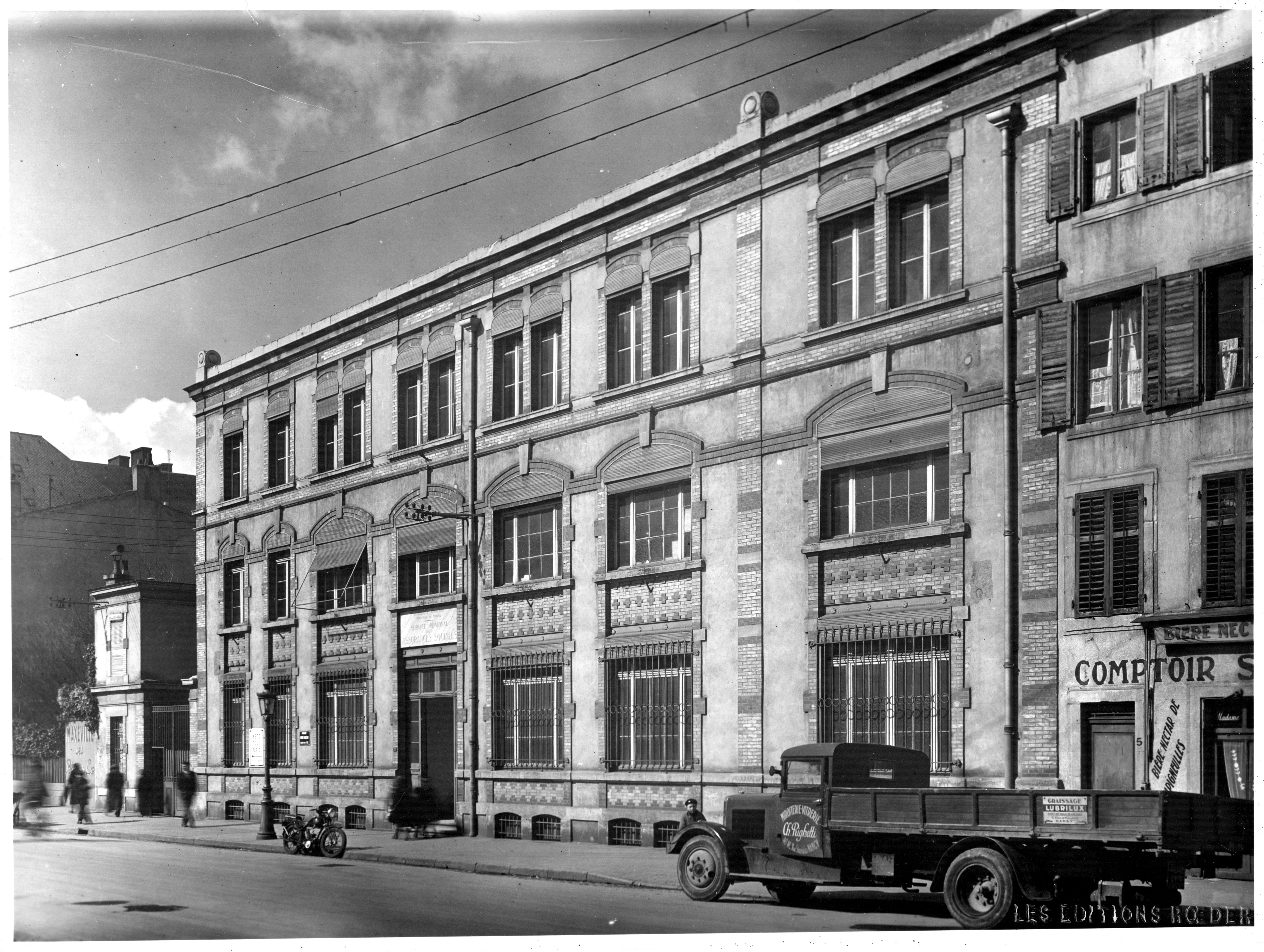
Façade du bâtiment vers 1935.
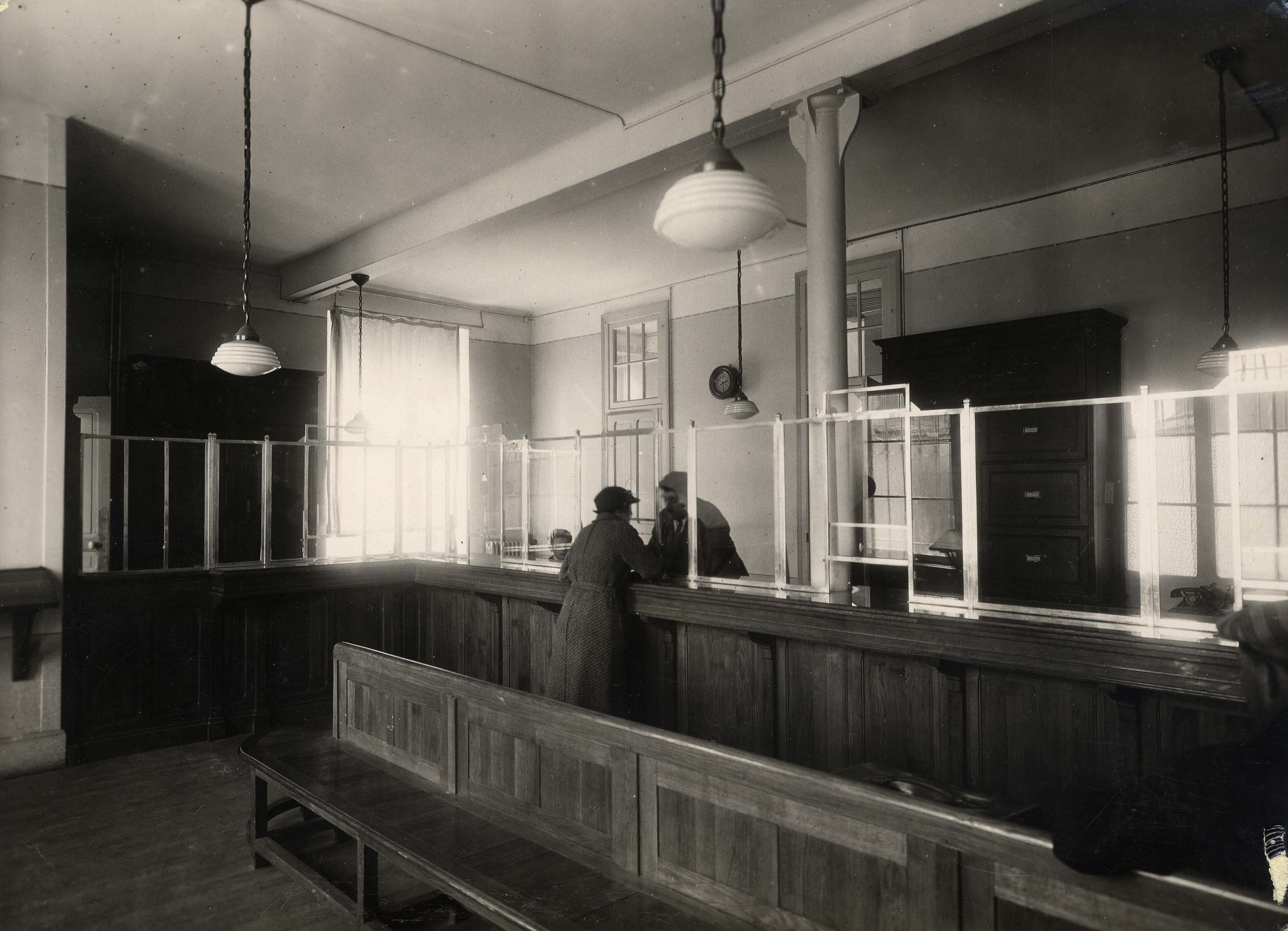
Accueil des Assurances durant les années 1930.
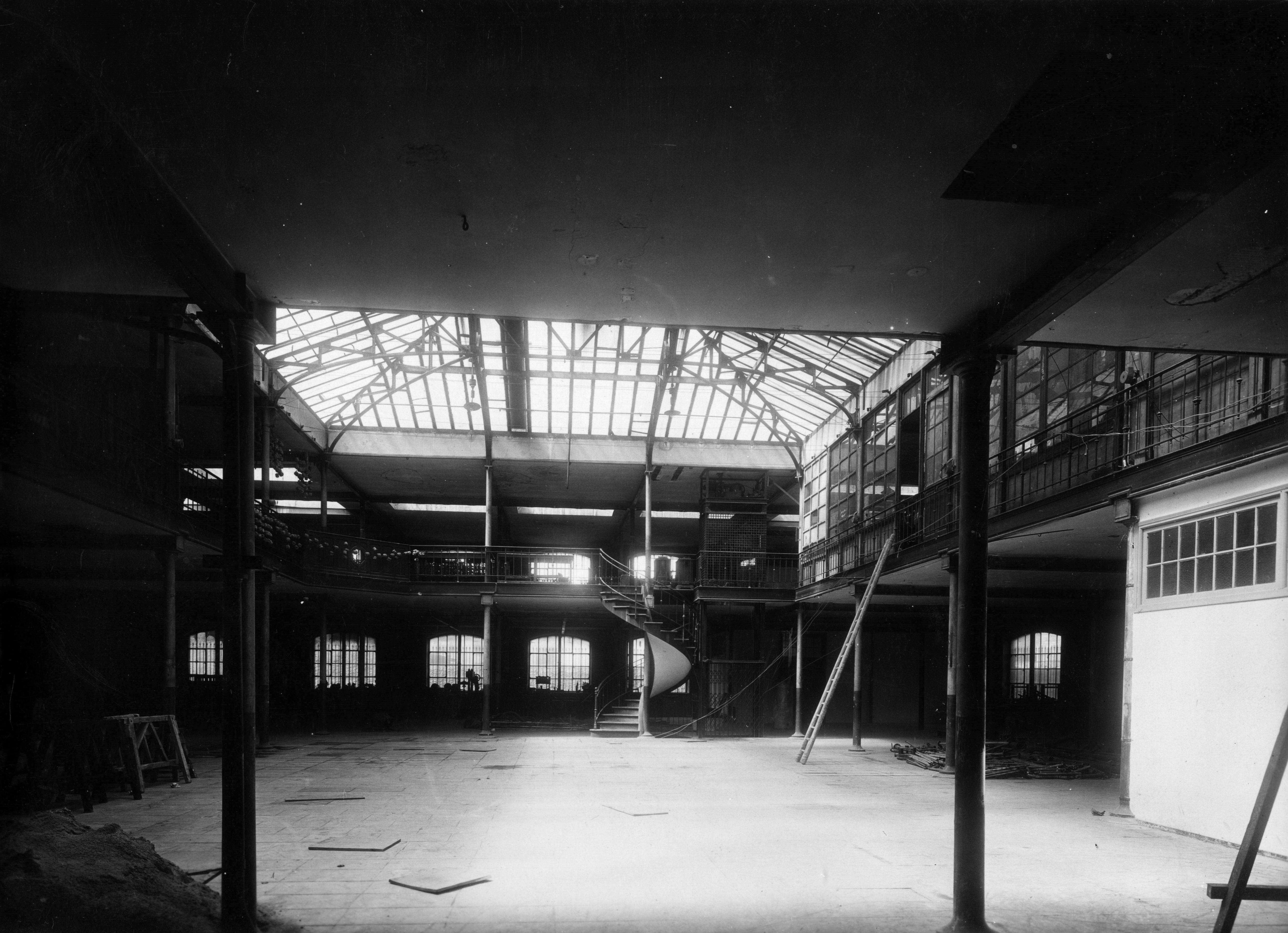
La verrière lors des travaux en 1935.

C'est à partir des décennies 1980-1990, que le bâtiment se structure et prend la physionomie actuelle avec en son sein deux institutions : le Centre chorégraphique du Ballet national de Lorraine et les Archives municipales de Nancy.
Enfin, des indicateurs du patrimoine architectural et industriel du XIXe siècle sont encore visibles : la cheminée, la façade en brique rouge ou encore la verrière intérieure.

## Historique des Archives de Nancy
Les premières traces de la conservation des archives de Nancy remontent au Moyen Age tardif et celles-ci sont alors conservées dans l’église Saint-Epvre. Par la suite, les archives changent de place à plusieurs reprises dans les différents hôtels de ville, passant de la place du marché (place Charles-III aujourd'hui) à la place royale (place Stanislas aujourd'hui) à partir de 1755. Durant la Seconde Guerre mondiale et notamment après la capitulation de la France en 1940, la majorité des archives est transportée dans la ville de Bordeaux. Ce n’est qu’au début des années 1950 que les fonds sont déplacés dans l'actuel bâtiment, au 3 rue Henri-Bazin.

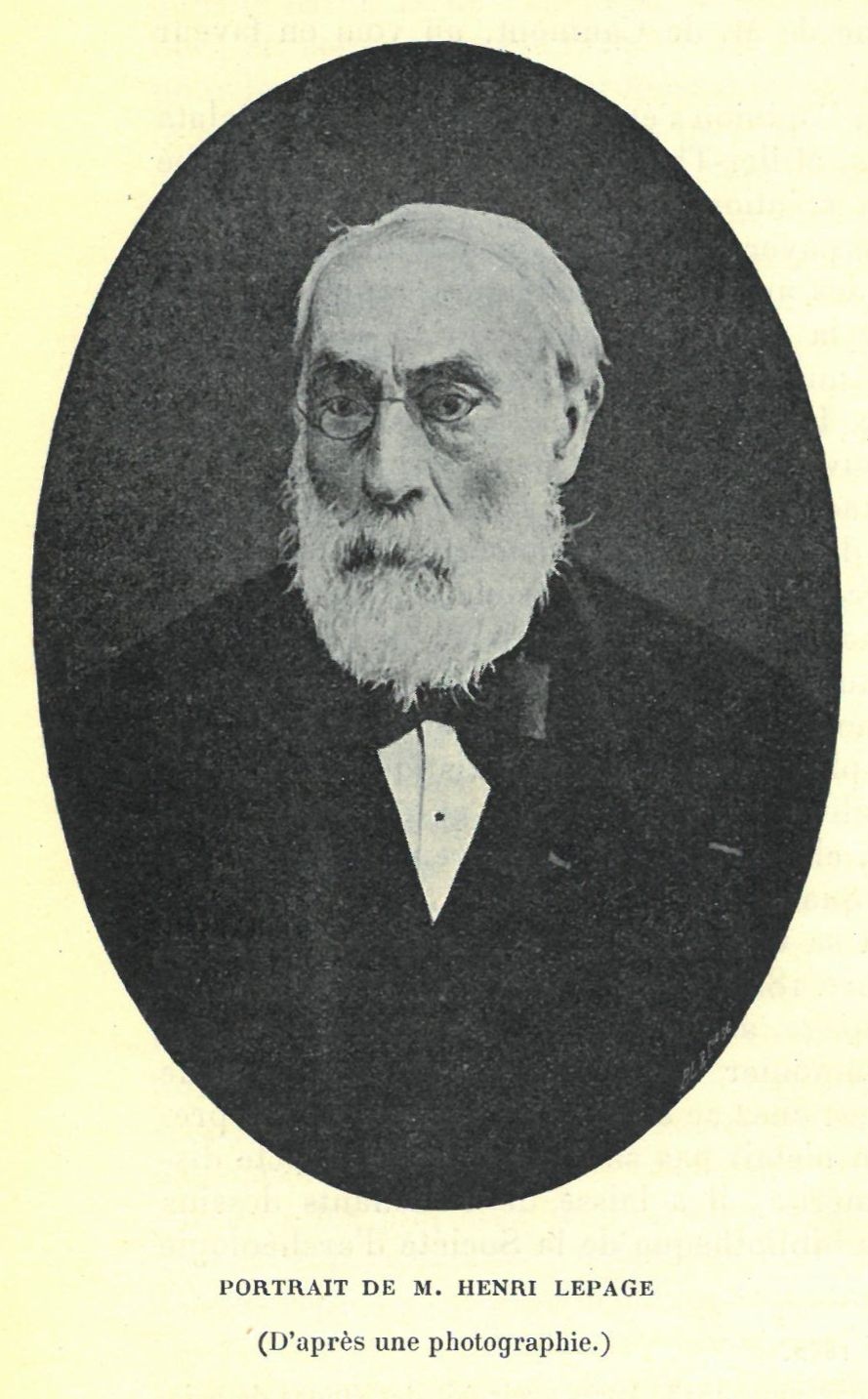
Henri Lepage.

Le classement et l’inventaire des archives de la ville de Nancy sont le résultat du travail mené d'abord par Henri Lepage. Cet historien, archiviste de la Meurthe a rédigé de nombreux ouvrages sur l’histoire de la Lorraine et notamment Les Archives de Nancy ou documents inédits relatifs à l'histoire de cette ville en quatre tomes en 1865. Le travail est poursuivi par l’archiviste de la ville Émile Roussel à partir de 1874 et ce jusque 1881, année où Emile Roussel est promu secrétaire en chef. Il faut attendre 1906 pour voir l'arrivée de l'archiviste Paul Denis qui occupe son poste jusque 1937. Après la Seconde Guerre mondiale, les Archives de Nancy n'ont plus de référent scientifique et sont placées sous la responsabilité d’un chef de bureau de la mairie. Il faut attendre 1968 pour que soit nommé un agent chargé des archives et voir la création d'un véritable service. Le travail de classement se poursuit encore au XXIe siècle.
| Responsable        | Début | Fin      |
| ------------------ | ----- | -------- |
| Henri Lepage       | 1864  | 1874     |
| Emile Roussel      | 1874  | 1881     |
| Vacance            | 1882  | 1905     |
| Paul Denis         | 1906  | 1937     |
| Vacance            | 1938  | 1967     |
| Michèle Renson     | 1968  | 2005     |
| Daniel Peter       | 2005  | 2018     |
| Pascale Etiennette | 2019  | 2022     |
| Sébastien Rembert  | 2022  | en cours |

## Organisation et missions
Aujourd’hui, le bâtiment des Archives municipales occupe 3700 m² de l'ancienne usine dont 2600 m² d'espace de stockage. Y sont regroupés les documents (6,5 kilomètres linéaires de rayonnages), les espaces de travail des agents et des espaces réservés à l'accueil du public et des scolaires,.
Les fonds publics sont organisés en trois périodes selon le cadre réglementaire de classement des archives communales : 
1. les séries anciennes qui rassemblent des documents de la municipalité allant de 1497 à 1789 ;
2. les séries modernes qui centralisent des archives de la période de la 1790 jusqu’à 1982 ;
3. les versements contemporains groupés dans la série W, à partir du 1er janvier 1983.

Enfin, les Archives de la ville de Nancy sont habilitées à conserver des fonds de nature privée (série Z). Il peut s'agir d'archives personnelles ou familiales, d'archives d'entreprises ou  d'associations. On peut citer le fonds de l'Académie Goncourt ou encore celui de la Société Lorraine des Amis des Arts et des Musées (SLAAM). Dans ce cadre plusieurs collectes ont été menées comme celles consacrées au centenaire de la Première Guerre mondiale ou aux évènements de mai-juin 1968,,.  

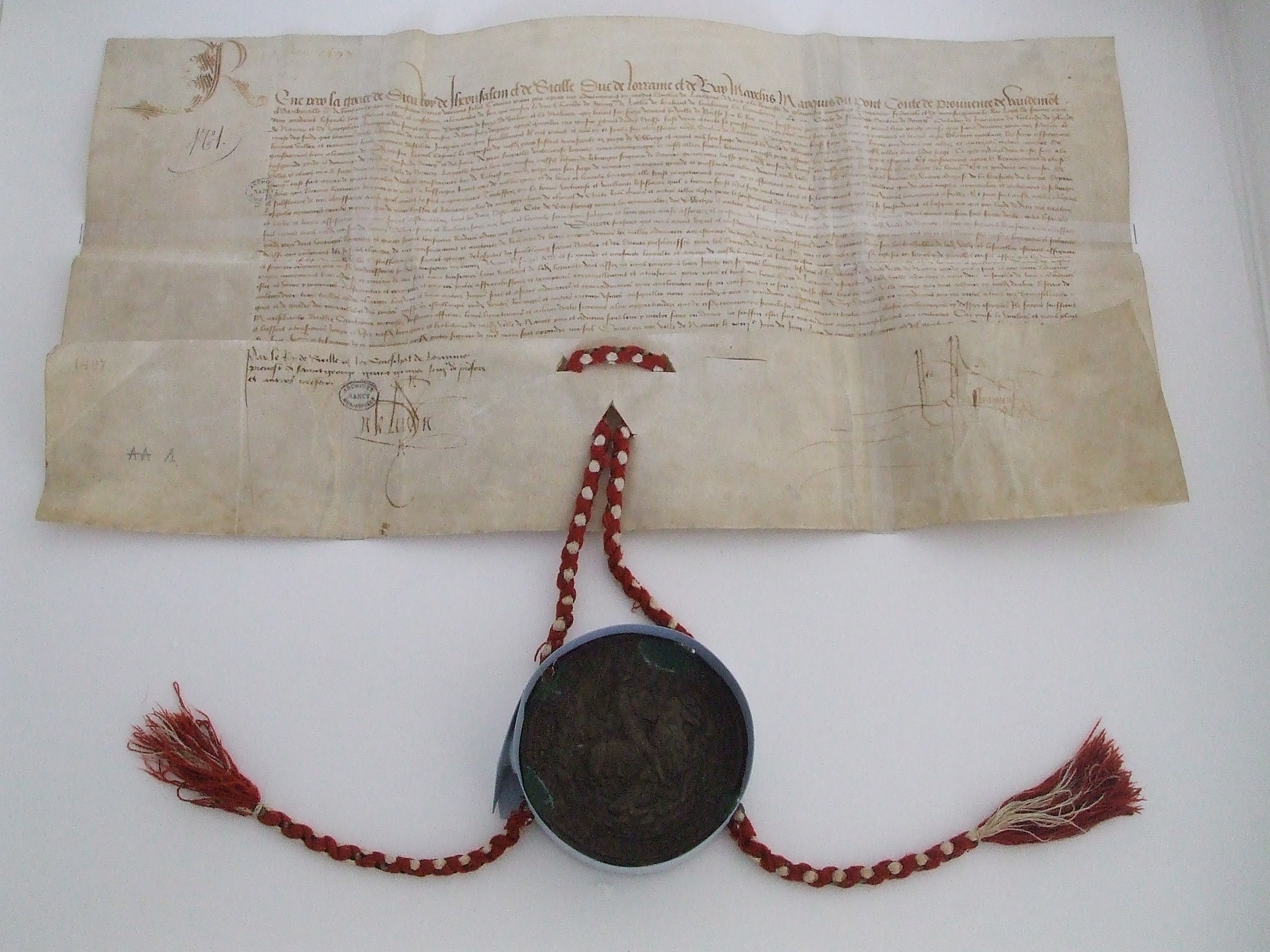
Charte de René - 1497.

Les archives publiques qui représentent la majorité des fonds du service constituent la véritable richesse culturelle et historique de la ville et de ses habitants. Le plus ancien document public conservé par les archives date de 1497.    
De par leur triple vocation, administrative, scientifique et culturelle, les Archives municipales de Nancy ont cinq missions essentielles (appelées familièrement les 5 C) : conseiller, collecter, classer, conserver, communiquer. Les perspectives du service sont de s'adapter à l'ère du numérique et de mettre en place un véritable archivage électronique.
Il s'agit aussi de répondre aux besoins nouveaux des lecteurs et notamment de rendre accessible l'information en ligne (numérisation) et de valoriser les archives par des activités culturelles, et pédagogiques,. Pour ce faire, le site des Archives municipales de Nancy possède un moteur de recherche où les utilisateurs peuvent trouver nombre de documents numérisés ou d'informations sur les fonds qui les intéressent.